# Гасанов, Анар Видади оглы
Анар Видади оглы Гасанов (азерб. Həsənov Anar Vidadi oğlu; 18 октября 1997, Баку, Азербайджан) — азербайджанский футболист, амплуа — полузащитник. Выступает в команде Премьер-лиги Азербайджана — «Ряван» Баку.

## Клубная карьера

### Чемпионат
Анар Гасанов является воспитанником азербайджанского клуба Премьер-лиги «Ряван» Баку, в составе которого выступает с 2012 года. Выступавший в дебютном сезоне в дубле бакинцев Гасанов, с 2013 года является игроком основного состава.
Дебютировал в основном составе «Рявана» в возрасте 15 лет, 8 мая 2013 года против гянджинского «Кяпаза», в рамках матчей XXX тура Топаз Премьер-лиги. 5 июля 2014 года в товарищеском матче с АЗАЛом на 12-й минуте забил автогол.

### Кубок
Имеет также опыт выступления за ФК «Ряван» в матчах за Кубок Азербайджана сезона 2012/2013 годов.

## Сборная
В сентябре и октябре 2015 года вместе с Алибеем Мамедли и Эльчином Исмаиловым вызывался на тренировочные сборы юношеской сборной Азербайджана (до 19 лет).

## Интересные факты
Анар Гасанов стал 54 по счету игроком ФК «Ряван», сыгравшим за основной состав клуба.